# Luis Espada Guntín
Luis Espada Guntín (Orense, 4 de diciembre de 1858-Madrid, 1937) fue un abogado y político español, ministro de Instrucción Pública y Bellas Artes y ministro de Fomento durante el reinado de Alfonso XIII.

## Biografía
Nació el 4 de diciembre de 1858 en Orense. Miembro del Partido Conservador, fue elegido diputado por Orense entre 1884 a 1923. Durante la Segunda República Española volverá a obtener el escaño por Orense en la elecciones de 1936 en representación de la Confederación Española de Derechas Autónomas (CEDA).
Fue ministro de Fomento entre el 25 de octubre y el 9 de diciembre de 1915, cartera que volvería a ocupar entre el 1 de septiembre de 1920 y el 13 de marzo de 1921. Asimismo fue ministro de Instrucción Pública y Bellas Artes entre el 5 de mayo y el 1 de septiembre de 1920.
En 1923 fue nombrado presidente del Tribunal de Cuentas, cargo del que fue depuesto con la dictadura del general Miguel Primo de Rivera. Si bien Espada recurrió su cese, la Sala de lo Contencioso-Administrativo del Tribunal Supremo se declaró incompetente para revisar y, en su caso, revocar, el Real Decreto por el que se le cesó. Terminada la dictadura, Espada fue restituido en el cargo en febrero de 1930, y lo ocupó hasta la caída de la Monarquía en 1931.
Habría fallecido en 1937 en Madrid.